# Victor Mature
Victor Mature, volledige naam Victor John Mature, (Louisville, 29 januari 1913 - Rancho Santa Fe, 4 augustus 1999) was een Amerikaans acteur die in zeventig films meespeelde en vooral actief en succesvol was in de jaren veertig en vijftig. 

## Leven en werk

### Afkomst en opleiding
Mature werd geboren als zoon van een scharensliep die uit het Noord-Italiaanse stadje Pinzolo (toen deel uitmakend van de Donaumonarchie) geëmigreerd was naar Kentucky. Op zijn negentiende hield hij het voor bekeken in zijn geboortestreek en hij vertrok naar Californië. Hij kwam terecht in de Pasadena Community Playhouse waar hij leerde acteren. Hij speelde mee in een zestigtal toneelstukken.

### Eerste filmsucces
Producent en filmregisseur Hal Roach gaf hem meteen de hoofdrol in de avonturenfilm One Million B.C. (1940), gesitueerd tijdens de prehistorie. Mature gaf gestalte aan een jonge holbewoner. Zijn knap en gespierd voorkomen maakte een ster van hem. Vanaf dat ogenblik 
wendden producenten en regisseurs zijn robuust, stoer uiterlijk en aards sexappeal vooral aan in actiefilms.
Tegelijk was hij in de vroege jaren veertig te zien in een vijftal musicalfilms, waarin hij gecast werd naast Betty Grable, Rita Hayworth, Anna Neagle en Lucille Ball.
In 1942 nam hij dienst bij de United States Coast Guard. Hij hervatte zijn filmactiviteit pas aan het einde van 1945.

### Bloeiende carrière vol actiefilms na de Tweede Wereldoorlog
- westerns. In My Darling Clementine (1946) had Mature als Doc Holliday Henry Fonda (Wyatt Earp) als medespeler. John Fords versie van het legendarische vuurgevecht bij de O.K. Corral vormde het eerste hoogtepunt in zijn carrière. In The Last Frontier (1955) werkte hij samen met westernspecialist Anthony Mann.

- films noirs. Mature verscheen ook in een tiental films noirs. In zijn eerste, I Wake Up Screaming (1941), had hij weer Betty Grable als tegenspeelster. Datzelfde jaar vertolkte hij de lome Egyptische gigolo in het exotische The Shanghai Gesture, Josef von Sternbergs laatste Hollywoodfilm. Dmytryks Kiss of Death (1947) vormde het tweede hoogtepunt in zijn carrière: hij vertolkte een ex-gevangene die op het rechte pad probeert te blijven, maar door zijn verleden ingehaald dreigt te worden. De film genoot veel kritische bijval, net zoals zijn volgende film noir, Robert Siodmaks Cry of the City (1948).

- oorlogsfilms. Mature verleende ook zijn medewerking aan oorlogsfilms waarvan sommige sprekende titels als The Glory Brigade (1953) en No Time to Die (1958) hadden.

- avonturenfilms. Na One Million B.C. volgde een hele reeks avonturenfilms met stoere titels, zoals The Sharkfighters (1956). Mature beleefde ook exotisch getinte avonturen in titels als The Veils of Bagdad (1953), Safari (1956), Zarak (1956), The Bandit of Zhobe (1959), Timbuktu (1959) en The Tartars (1962). Niet zelden gaf Mature gestalte aan een al even exotisch stamhoofd of zoon daarvan.

- epische sandalenfilms. In Samson and Delilah (1949), het derde hoogtepunt in zijn carrière, belichaamde de atletische Mature perfect de oersterke Simson. Met deze film, het grootste commercieel succes van 1950, luidde Cecil B. DeMille, die al enkele grootse bijbelepossen op zijn naam had, Hollywoods bloeiperiode van het genre in. Er volgden nog een vijftal films met sprekende titels als Androcles and the Lion (1952) en Demetrius and the Gladiators (1954). De bekendste was The Robe (1953). Zijn laatste sandalenfilm was Annibale (1959). Hij nam die film met regisseur Edgar G. Ulmer op in Italië en Joegoslavië en nam de titelrol voor zijn rekening.

Die avonturen- en sandalenfilms waren erg geschikt om de welgebouwde en breedgeschouderde Mature met ontbloot bovenlijf te tonen, wat hem tot een belangrijke filmicoon van die jaren maakte.

### Vroegtijdig einde van een carrière
In 1960 trok Mature zich terug uit de filmwereld. Hij vestigde zich in het rustige Rancho Santa Fe, waar hij zich bezighield met golf spelen en met zijn andere hobby's. In de jaren daarna was hij nog maar sporadisch te zien, bijvoorbeeld in de De Sicakomedie Caccia alla volpe. In 1984 maakte hij nog zijn televisiedebuut in de televisiefilm Samson and Delilah in de kleine rol van de vader van Samson. Het was meteen zijn allerlaatste rol.
In 1999 overleed Mature op 86-jarige leeftijd aan leukemie.

### Privéleven
Mature was vijf keer gehuwd. Zijn laatste echtgenote schonk hem zijn enig kind, zijn dochter Victoria.

## Filmografie (ruime selectie)
| Jaar | Titel                                    | Regisseur                   | Opmerking                                                         |
| ---- | ---------------------------------------- | --------------------------- | ----------------------------------------------------------------- |
| 1939 | The Housekeeper's Daughter               | Hal Roach                   |                                                                   |
| 1940 | One Million B.C.                         | Hal Roach en Hal Roach, Jr. | ook gekend als Cave Man                                           |
| 1940 | Captain Caution                          | Richard Wallace             |                                                                   |
| 1940 | No, No, Nanette                          | Herbert Wilcox              |                                                                   |
| 1941 | I Wake Up Screaming                      | H. Bruce Humberstone        | ook gekend als Hot Spot                                           |
| 1941 | The Shanghai Gesture                     | Josef von Sternberg         |                                                                   |
| 1942 | My Gal Sal                               | Irving Cummings             |                                                                   |
| 1942 | Seven Days' Leave                        | Tim Whelan                  |                                                                   |
| 1942 | Song of the Islands                      | Walter Lang                 |                                                                   |
| 1942 | Footlight Serenade                       | Gregory Ratoff              |                                                                   |
| 1943 | Show Business at War                     | Louis De Rochemont          | korte film                                                        |
| 1946 | My Darling Clementine                    | John Ford                   | Doc Holliday                                                      |
| 1947 | Moss Rose                                | Gregory Ratoff              |                                                                   |
| 1947 | Kiss of Death                            | Edward Dmytryk              |                                                                   |
| 1948 | Cry of the City                          | Robert Siodmak              |                                                                   |
| 1948 | Fury at Furnace Creek                    | H. Bruce Humberstone        |                                                                   |
| 1949 | Red, Hot and Blue                        | John Farrow                 |                                                                   |
| 1949 | Easy Living                              | Jacques Tourneur            |                                                                   |
| 1949 | Samson and Delilah                       | Cecil B. DeMille            |                                                                   |
| 1950 | Wabash Avenue                            | Henry Koster                |                                                                   |
| 1950 | Stella                                   | Claude Binyon               |                                                                   |
| 1950 | Gambling House                           | Ted Tetzlaff                |                                                                   |
| 1952 | The Las Vegas Story                      | Robert Stevenson            |                                                                   |
| 1952 | Something for the Birds                  | Robert Wise                 |                                                                   |
| 1952 | Million Dollar Mermaid                   | Mervyn LeRoy                |                                                                   |
| 1952 | Androcles and the Lion                   | Chester Erskine             |                                                                   |
| 1953 | The Glory Brigade                        | Robert D. Webb              |                                                                   |
| 1953 | Affair with a Stranger                   | Roy Rowland                 |                                                                   |
| 1953 | The Robe                                 | Henry Koster                | eerste CinemaScopefilm                                            |
| 1954 | The Veils of Bagdad                      | George Sherman              |                                                                   |
| 1954 | Dangerous Mission                        | Louis King                  | ook gekend als Rangers of the North                               |
| 1954 | Demetrius and the Gladiators             | Delmer Daves                | sequel van The Robe                                               |
| 1954 | The Egyptian                             | Michael Curtiz              |                                                                   |
| 1954 | Betrayed                                 | Gottfried Reinhardt         |                                                                   |
| 1955 | Chief Crazy Horse                        | George Sherman              |                                                                   |
| 1955 | The Last Frontier                        | Anthony Mann                |                                                                   |
| 1955 | Violent Saturday                         | Richard Fleischer           |                                                                   |
| 1956 | Zarak                                    | Terence Young               | eerste film voor Warwick Films                                    |
| 1956 | Safari                                   | Terence Young               |                                                                   |
| 1956 | The Sharkfighters                        | Jerry Hopper                |                                                                   |
| 1957 | Interpol                                 | John Gilling                | Amerikaanse titel: Pickup Alley                                   |
| 1957 | The Long Haul                            | Ken Hughes                  |                                                                   |
| 1958 | China Doll                               | Frank Borzage               | gedraaid voor Romina Productions, Mature's eigen filmmaatschappij |
| 1958 | No Time to Die                           | Terence Young               | ook gekend als Tank Force                                         |
| 1958 | Escort West                              | Francis D. Lyon             | gedraaid voor Romina Productions                                  |
| 1959 | The Big Circus                           | Joseph M. Newman            |                                                                   |
| 1959 | Timbuktu                                 | Jacques Tourneur            |                                                                   |
| 1959 | Annibale                                 | Edgar G. Ulmer              |                                                                   |
| 1959 | The Bandit of Zhobe                      | John Gilling                | laatste film voor Warwick Films                                   |
| 1962 | The Tartars                              | Richard Thorpe              |                                                                   |
| 1966 | Caccia alla volpe                        | Vittorio De Sica            | Engelse titel: After the Fox                                      |
| 1968 | Head                                     | Bob Rafelson                |                                                                   |
| 1972 | Every Little Crook and Nanny             | Cy Howard                   |                                                                   |
| 1976 | Won Ton Ton, the Dog Who Saved Hollywood | Michael Winner              | cameo                                                             |
| 1979 | Firepower                                | Michael Winner              | cameo                                                             |
| 1984 | Samson and Delilah                       | Lee Philips                 | cameo (televisiefilm)                                             |